# 十六夜的命運女神
《十六夜的命運女神》是Lapis lazuli於2013年11月29日發售的18禁戀愛冒險遊戲。

## 遊戲簡介
有著能夠看到靈魂的特殊能力的男主角，在旅途中拜訪五條鎮時暈倒，透過在城鎮內所發生的各種事件，了解到五條鎮以及女主角們所背負的過去和命運，並一同面對未來。
故事劇情、遊戲原案及音樂皆由fripSide的八木沼悟志親自操刀。
本遊戲之系統是建立於一般常見的冒險形式，搭配男主角的特殊能力「未來視」，以「未來視」所看到的情景、將會作為片段插入遊戲之中。此外還有一個稱為「ATS（動態時間場景）」的特別效果。在遊戲進行中，當你在瀏覽五條鎮的動態地圖時，除了可以看到男主角當下所在的位置，也可以看到本作其他女角們在同時間的狀態，且在事件發生時可以透過切換至女主角的視角來進行後續的劇情發展。

## 故事簡介
九條薰離開家中流浪，在旅途之中路過五條鎮時因為體力不支而昏倒。在偶然的機遇之下，被在教會擔任修女的露西亞救起，為了報答她，決定住在五條鎮中一陣子去作為感謝。
在這段期間，薰和時雨、小菜以及乙女、露西亞，在五條鎮上遭遇了各式各樣的狀況和事件。

## 角色

### 男主角
九条 薫
本遊戲的主角。年齡約20歲出頭。離開京都的家中離家出走了約一年半，目前居住在帳棚。 經過了長時間的旅行鍛鍊，有了不錯的體力。旅途中以素描本繪畫他人的人物肖像來販售，換取一些金錢，但往往銷售不出去，無法賺取足以能夠填飽自己肚子的錢。由於九條家代代相傳的特殊體質，主角擁有能突然看到未來的「未來視」、集中精神的話能夠看到靈體的特殊能力。
在旅途中經過五條站時，由於體力不支而昏倒，而偶然得到了修女露西亞的協助。在露西亞的好意幫助之下填飽了肚子，為了報答而決定停留在五條鎮中，並在海邊搭起帳篷定居下來。

### 女主角
汐宮露西亞
聲優：紗中智亜
身高：158cm / 三圍：B90/W58/H87 / 生日：8月28日 / 血型：A
學生。五條鎮上古老教堂的修女。和母親百合子2人一起居住在教堂後方的家中。擁有溫柔體貼的個性，在鎮上眾所皆知。在五條站偶然遇到了當時昏倒的男主角，救起了他並邀請他至他們家吃飯，之後包辦了各式各樣的事情。可以看到靈體，並協助祂們升天，以及退治惡靈。
九条乙女
聲優：真宮ゆず
身高：147cm / 三圍：B74/W53/H77 / 生日：3月3日 / 血型：B
九條家的次女，是本作男主角的堂妹，同時也是他的未婚妻。是位被家人保護得很好的大小姐。對於料理和裁縫相當上手。對於事情會瘋狂死纏爛打，害怕的東西是蟲子。喜歡薰，自薰從五條家中離開之後一路跟著來到了五條鎮。因為薰表示不能跟乙女一起住在帳篷內，因此將她送至露西亞的教會借住。具有「再生」的能力，比如說將斷裂的橡皮筋重新結合在一起。雖然能力比男主角還弱，但也能夠感受到靈體的存在。
冬月時雨
聲優：一ノ宮葵
身高：163cm / 三圍：B82/W56/H85 / 生日：11月15日 / 血型：AB
小菜的雙胞胎妹妹，跟露西亞就讀同一間學校。不怎麼平易近人，有時候會對薰有比較積極的態度。不善於做家務等比較細心的工作。視自己的姊姊為憧憬的對象。
冬月小菜
聲優：雪野玉
身高：163cm / 三圍：B84/W58/H89 / 生日：11月15日 / 血型：AB
時雨的雙胞胎姊姊。對人友善且正面積極。時常以很有趣的說話方式逗人開心，是個我行我素的行動派。在學校的成績比時雨還好。很擔心自己的妹妹會跟別人處不好。

### 其他角色
汐宮百合子
聲優：川崎晴
露西亞的母親。是位管理教堂的修女，後來將工作交給了女兒露西亞。是個很隨和的人，每天晚上都會在家小酌、如果不小心讓她看到了不喜歡的東西會大爆走，是個迷一般的存愛。不怎麼喜歡薰三不五時就到教堂來、但在某件事情過後對薰的態度有了轉變。
追川涼太
聲優：花江夏樹
學生。在鎮上偶然認識了薰、以「大哥」來稱呼薰以示尊敬。
神永木乃美
聲優：奥山歩

九條弓乃
聲優：真宮ゆず
九條家的長女，乙女的姊姊。

## 製作團隊
- 企劃・原作・製作人 - 八木沼悟志
- 角色設計・原畫 - 宮坂みゆ（日语：宮坂みゆ）
- 劇本 - mizuki ryo、卯月一葉
- 聲音製作協力 - 株式會社アズクリエイティブ
- 聲音編輯 - 月天
- 圖像 - ぐらタン、水無月涼
- 背景 - 有限會社獏プロダクション、一凜、ひなたねる、貓吉、株式會社グラフィズモ
- 動作 - Sharp Scripting
- 音樂 - fripSide
- 聲音製作人 - 八木沼悟志 (fripSide)
- 聲音指導 - 川崎海 (fripSide)
- 開頭影片 - KIZAWA studio
- 廣告製作 - 株式會社es、時風聖夜 / 時の宿
- 進行・管理 - 奏太響
- 銷售・開發協力 - Visual Art's

## 主題曲
開頭主題曲「fortuna on the Sixteenth night」
作詞 - 八木沼悟志 / 作曲・編曲 - 八木沼悟志、岡本拓三 / 歌 - fripSide
片尾曲「With the light」
作詞 - m@o / 作曲・編曲 - 川崎海 / 歌 - fripSide

## 關聯商品
- 初回限定特典「十六夜のフォルトゥーナ オリジナルサウンドトラックCD」

| 曲目表   | 曲目表                                         | 曲目表  |
| 曲序     | 曲目                                           | 时长    |
| -------- | ---------------------------------------------- | ------- |
| 1.       | fortuna on the Sixteenth night（歌：fripSide） | 4:33    |
| 2.       | 十六夜                                         | 4:00    |
| 3.       | daily life                                     | 1:43    |
| 4.       | twilight                                       | 1:27    |
| 5.       | night                                          | 1:40    |
| 6.       | town                                           | 1:16    |
| 7.       | Morning of the church                          | 0:48    |
| 8.       | chapel                                         | 1:58    |
| 9.       | living room                                    | 1:47    |
| 10.      | familiar life                                  | 1:43    |
| 11.      | hurried                                        | 1:20    |
| 12.      | silent                                         | 1:08    |
| 13.      | sorrowful                                      | 1:01    |
| 14.      | bad feeling                                    | 1:34    |
| 15.      | unassuming lucia                               | 1:23    |
| 16.      | mysterious lucia                               | 1:19    |
| 17.      | lively otome                                   | 1:11    |
| 18.      | cheerful shigure                               | 1:34    |
| 19.      | nonchalantly kona                              | 1:09    |
| 20.      | yuriko's theme                                 | 0:53    |
| 21.      | ryota's theme                                  | 0:45    |
| 22.      | yume's theme                                   | 1:13    |
| 23.      | kaguya's theme                                 | 1:12    |
| 24.      | city                                           | 1:05    |
| 25.      | serious                                        | 1:22    |
| 26.      | battle                                         | 1:22    |
| 27.      | evil spirit                                    | 2:25    |
| 28.      | feel                                           | 1:28    |
| 29.      | more feel                                      | 1:29    |
| 30.      | fantastic                                      | 2:05    |
| 31.      | old life                                       | 1:37    |
| 32.      | piano's playing                                | 1:00    |
| 33.      | angel's power                                  | 2:08    |
| 34.      | 十六夜 (オルゴールバージョン)                  | 3:33    |
| 35.      | With the light（歌：fripSide）                 | 5:04    |
| 36.      | fortuna on the Sixteenth night (instrumental)  | 4:33    |
| 37.      | With the light (instrumental)                  | 5:02    |
| 总时长： | 总时长：                                       | 1:11:07 |